# Fluda ruficeps
Fluda ruficeps är en spindelart som först beskrevs av Władysław Taczanowski 1878.  Fluda ruficeps ingår i släktet Fluda och familjen hoppspindlar. Inga underarter finns listade i Catalogue of Life.